# Pliopithecus antiquus
Pliopithecus antiquus es una especie extinta de primate catarrino de la familia Pliopithecidae que vivió a mediados del Mioceno, hace aproximadamente 15 millones de años. La especie se describió sobre la base de una mandíbula casi completa, hallada en Francia, por Gervais en 1849. Se han descrito especímenes en Francia, Alemania, Polonia, Eslovaquia y Suiza.